# 뤄쌍장춘
뤄쌍장춘(낙상강촌, 중국어: 洛桑江村, 병음: Luòsāng Jiāngcūn, 티베트어: བློ་བཟང་རྒྱལ་མཚན 로상 걀첸, 1957년 7월 - )은 중화인민공화국의 정치인이다. 현재 티베트 자치구 주석이다.

## 생애
티베트 자치구 차야현 출신으로 1971년 티베트민족대학교 언어학과에 입학하여 1976년 졸업했다. 1976년 티베트민족대학 의학부와 마르크스-레닌주의학과에서 강사로 근무했고, 1978년 중국 공산당에 입당했다. 1979년 티베트민족학교 중국 공산주의 청년단 위원회 부서기를 거쳐 1984년 공청단 서기로 승진했다. 1986년 12월, 중국 공청단 티베트자치구 위원회 서기로 임명되었다. 1992년 나취시 위원회 부서기와 지구 행정청 국장을 지냈다.
1995년 6월, 라싸시 위원회 부서기를 거쳐 라싸시 부시장 겸 시장 대행을 역임했다. 2003년 티베트 자치구 인민정부 부주석을 지내기도 했다. 2006년 10월 티베트 자치구 당위원회 상임위원회 겸 통전부 부장을 역임하고 2007년 티베트 자치구 정협 당조 부서기와 부주석 등을 지냈다. 2010년 9월에는 티베트 자치구 정협 부주석을 거쳐 2010년 10월 티베트 자치구 당위원회 상임위원과 정치법률위원회 부서기, 티베트 자치구 인민정부 당조 부서기, 상무 부주석 등을 역임했다. 2012년 티베트 자치구 당위원회 부서기와 인민정부 주석에 임명되었다.